# Lori Chamberlain
Lori Chamberlain es una académica conocida por su trabajo en los estudios de traducción feministas. Fue una de las primeras en abordar de manera crítica el punto de encuentro entre género y traducción. Su ensayo “Gender and Metaphorics of Translation” (El género y las metáforas de la traducción), publicado en 1988, explora la forma en que las metáforas de género han influido en la representación y percepción de la traducción.
Este trabajo se inserta en el auge de la traducción feminista en Canadá en la década de 1980.

## Trayectoria
Obtuvo el doctorado por su tesis Afterwords : Translation as Poetics in Postmodern Writing (Épilogos: la traducción como poética en la escritura posmoderna) en la Universidad de California en la ciudad de Irvine (1982). Durante un  tiempo fue profesora en el departamento de literatura en la Universidad de California, San Diego. Asimismo, ejerció como abogada al sur de California.
Además de su único trabajo sobre traducción, también publicó diversos artículos sobre poesía contemporánea y ficción en revistas como College English, Contemporary Literature (Literatura contemporánea), Fiction International (Ficción internacional), Signs (Signos) y libros como Beckett Translating/ Translating Beckett (Traducción de Beckett).

## Discurso teórico

### Traducción feminista
En su artículo, Gender and Metaphorics in Translation (El género y las metáforas de la traducción) sostiene que la traducción históricamente ha sido catalogada como una práctica secundaria ligada al trabajo reproductivo-pasivo desempeñado por las mujeres (traductoras o traductores) y subordinado al texto original escrito, asociado históricamente al trabajo productivo-activo de hombres (autores).
Así, propone que los mismos valores que han relegado a las mujeres a un lugar de reproducción pasiva son iguales a los que se aplican a la traducción, la cual es vista como una copia carente de autoridad frente al padre y creador del texto original. Su estudio de las metáforas utilizadas para hablar de la traducción fue considerado un parteaguas que trajo a discusión cómo la manera de tratar a la traducción parte de dinámicas de poder con orígenes sexistas.

### Síntesis del contenido del artículo
El ensayo Gender and the Metaphorics of Translation (1988) (El género y las metáforas de la traducción), publicado en un principio en la revista Signs (Signos), fue pionero en vincular la opresión patriarcal con la práctica y teoría de la traducción durante los años 80. En él, ella examina cómo los discursos en torno a la traducción replican estructuras de poder patriarcales y enfatiza que las metáforas tradicionales no son inocentes, sino que naturalizan jerarquías entre lo "original" (masculino) y lo "derivado" (femenino).
La autora hace una revisión sobre la figura de la traducción a través de varios siglos de metáforas en los estudios de traducción. A partir del estudio de textos y colecciones que datan de 1958 a 1985, como los de Serge Steiner o Serge Gavronsky y de los que los han inspirado desde 1684, como Earl of Roscommon o William Cowper. Con el fin de analizar el estatus subalterno y de relación sexualizada, sumisa, que las personas autoras confieren a la traducción frente al texto original, ella tomó como apoyo para su argumentación las ideas de filósofos, críticos literarios, traductores y académicos  como Jacques Derrida, Terry Eagleton, Joseph Graham, Carole Maier, Suzanne Jill Levine y Susan Gubar.
Uno de sus argumentos centrales se basa en la metáfora clásica que opone fidelidad y belleza: "las traducciones, al igual que las mujeres, pueden ser fieles o hermosas, pero nunca las dos cosas". Dicha comparación, arraigada en la cultura occidental, expone el miedo a que la traducción —al igual que lo femenino— logre autonomía respecto al texto original (o lo masculino). Muestra cómo estas representaciones refuerzan un orden en el que la persona traductora, como la mujer, debe permanecer subordinada para no cuestionar la supremacía del autor.
La autora explora otras metáforas que explicitan esta relación de subordinación: una es la del matrimonio, en la cual presenta a la traducción como una "esposa fiel" al texto original (el "esposo"), donde la infidelidad se equipara a la libertad creativa; otra es la de la pintura, en la cual las personas traductoras fungen como copistas que deben reproducir pasivamente los detalles del "original" y se les niega agencia interpretativa, y la última y más importante, la de Les belles infidèles (o “bellas infieles”, un fenómeno de traducción en el que se tomaban libertades para adaptar los textos a las convenciones morales de la época, evitando términos considerados inadecuados). Esta metáfora sostiene que una traducción es más fiel si es menos apelativa y menos fiel si es más apelativa. En conjunto, estas imágenes refuerzan la objetificación de lo femenino (representado por la traducción), y su supuesta imposibilidad de ser, al mismo tiempo, autónomo y valioso.
Extiende su crítica al terreno colonial, argumentando que la traducción ha sido un instrumento de conquista y subordinación cultural. Sostiene que la labor traductora ha fungido como medio de imposición cultural, lo que refuerza el dominio del colonizador sobre el colonizado, dinámica que se refleja entre autor y traductor. Así como el colonizador impone su lengua y cosmovisión, el texto original ejerce dominio sobre su traducción, reproduciendo una dinámica de poder y propiedad. 
Su propuesta consiste en reconstruir estas dinámicas mediante un modelo colaborativo entre la persona autora y la persona traductora, en el que se reconozca el papel activo de la persona traductora, se aleje a la traducción de los conceptos de “original y copia” y que la traducción puede ser un espacio de resistencia, donde se cuestione o subvierta el discurso patriarcal del texto fuente.  
Como señala Rosemary Arrojo, al restringir el modelo patriarcal a los traductores masculinos, Chamberlain (al igual que Suzanne Jill Levine y Luise Von Flotow), ya que exime a las traductoras feministas de su crítica, como si el género fuese determinante para evitar replicar estas estructuras de poder. Esto da lugar a un debate más amplio en el campo de los estudios de traducción.

## Otras publicaciones

### Artículos
La académica escribió el artículo The Subject in Exile: Puig’s “Eternal Curse” on the Reader of These Pages (El sujeto en exilio: "Maldición eterna" a quien sea que lea estas páginas de Puig) en 1987 en donde analiza la novela Maldición eterna a quien lea estas páginas del escritor argentino Manuel Puig y lo publicó en la revista NOVEL: A Forum on Fiction (Novela: un foro sobre ficción). Examina la figura del personaje principal, Ramírez, como un sujeto en exilio y señala que este, además de estar fuera de su país, también está separado de su propia memoria, identidad y lengua. También estudia el papel de la traducción dentro del texto, ya que explica que no se trata solo de un cambio de idioma, sino de una manera de interpretar lo que no puede expresarse de forma directa. Observa que Puig escribió la novela en inglés, aunque su lengua materna es el español y conecta esta elección con el tema del exilio. 
Publicó el artículo Bombs and Other Exciting Devices, Or The problem of Teaching Irony (Bombas y otros artefactos emocionantes o el problema de la enseñanza de la ironía) en la revista College English (Colegio Inglés) en 1989. En él reflexiona sobre la falta de enseñanza de la ironía en la educación superior, especialmente en cursos de escritura, y argumenta que esto se debe a que enseñarla requiere tiempo y recursos que no siempre están disponibles, además que la pedagogía tradicional prioriza la claridad y sinceridad, dificultando el aprendizaje de la ironía. Expresa que la interpretación de la ironía también depende del conocimiento tanto del contexto social como el cultural y esto complica que se enseñe en las aulas, ya que los estudiantes aún están aprendiendo sobre esas referencias y experiencias. El texto argumenta que a los estudiantes les cuesta trabajo detectar la ironía en los textos, en parte porque están acostumbrados a estilos más directos y claros y esta forma simple de comunicarse limita su comprensión del recurso irónico. Sugiere que enseñar la ironía de manera crítica y reflexiva puede ayudar a los estudiantes a pensar mejor sobre el poder y las formas en que se usan las palabras para desafiar o cuestionar las reglas sociales. Esto podría fortalecer su capacidad para analizar y entender mejor cómo funciona el lenguaje en la sociedad. 
En el artículo Ghostwriting the Text: Translation and the Poetics of Jack Spicer (Escritura fantasma del texto: la traducción y la poética de Jack Spicer) la autora examina la obra del poeta Jack Spicer desde una perspectiva que vincula la poesía y la traducción, ya que Spicer no veía a esta última como una copia fiel del texto original, sino como un proceso creativo y consideraba que toda escritura era, en cierto sentido, una forma de traducción. Esta idea sobre la traducción se refleja en uno de sus libros titulado After Lorca (Después de Lorca, 1957), donde Spicer presenta una serie de traducciones no convencionales de poemas de Federico García Lorca. En esta obra Spicer crea un texto híbrido, mezclando su propia voz con la de Lorca, en el que dificulta identificar qué partes le pertenecen a él, cuáles a Lorca o si se trata de una combinación de ambos. Spicer plantea una ambigüedad sobre la idea de autor original y traductor y ofrece una perspectiva del lenguaje como un espacio de juego: una combinación de registros altos y bajos, juegos de palabras, alusiones literarias, lenguaje vulgar, errores o cambios arbitrarios que cumplen una función en la construcción del sentido del texto. Spicer se aleja de la visión modernista de la traducción como una búsqueda del origen y significado fijo en los textos y se acerca a las ideas posmodernas como la multiplicidad y la fragmentación en las que un texto es cambiante y se reinventa en cada interpretación. La académica interpreta esta perspectiva como una forma de intertextualidad en donde la correspondencia es una forma de “comunicación entre muertos”: un intercambio entre autor y traductor, original y traducción, vida y muerte, entre lenguas, textos y entre el presente y el pasado. Además, Spicer está situado en una comunidad poética principalmente homosexual y socialmente marginada por los discursos hegemónicos de la época, el lenguaje no solo tiene una función estética, sino que adopta un enfoque político y poético homoerótico que redefine la traducción como un acto radical de escritura que rompe con las ideas tradicionales, elimina los límites entre autor, traductor e identidad y abre nuevas posibilidades para entender la poesía en un contexto posmoderno.

### Reseñas
Publicó una reseña sin título sobre The Twofold Vibration (La doble vibración) del novelista Raymond Federman en la revista Chicago Review (Reseñas de Chicago). En ella señala que la novela utiliza una técnica de narración fragmentaria, en donde distintas voces y versiones del narrador reconstruyen la vida de un anciano. Estas voces relatan episodios de su vida relacionados con distintos acontecimientos históricos como actividades políticas, viajes y una visita a Dachau. Explica que el Holocausto aparece como un evento central, pero no lo narran de forma directa, sino que lo rodea con otras historias. Además señala que la novela mezcla ficción y memoria, además de que el lenguaje cambia constantemente y esto contribuye a la ambigüedad del narrador. La reseña menciona que el título The Twofold Vibration (La doble vibración) viene de una idea de la obra de Samuel Beckett, El despoblador, donde se describe un patrón alternante de luz y calor que simboliza la inestabilidad. Para ella, esto representa cómo Raymond Federman construye narradores y personajes dobles que se confunden entre sí y funcionan como distintas versiones del "yo". La autora comenta que la novela utiliza la narración como una forma de aplazar lo que no se puede decir directamente y concluye que Federman retoma la misma historia de otras novelas anteriores, pero la cuenta de manera distinta y esto prolonga el placer de la lectura. 
El número 4 de la revista How(ever) (Como(siempre)) titulado FUGITIVE/EXPOSURE (PUNTO DE FUGA/EXPOSICIÓN) reúne textos de escritoras experimentales y feministas para explorar la relación entre lenguaje, imagen, memoria, cuerpo e identidad. Se incluyen poemas, ensayos y otras colaboraciones que cuestionan las normas del lenguaje mediante el uso de la estructura experimental. En particular, se aborda el lenguaje visual, como el cine y la fotografía, en forma de herramienta para transformar la escritura y la representación femenina. Participa en este número con una nota sobre Climate/Plus (Clima/Más), obra de Abigail Child, en la que analiza el slippage (desplazamiento) constante en la obra. Según la autora, los sonidos y los signos se combinan y se afectan entre sí, lo que genera ambigüedades y un rompimiento en la estructura. Esto se debe a que Child utiliza formas de manera fija y luego las rompe intencionalmente con el fin de mostrar la inestabilidad del lenguaje. A través de repeticiones y rupturas, la obra muestra el carácter dinámico de la poesía, como proceso en constante transformación y fragmentación en donde se juega con la forma y el significado. 